# Horní Maršov
Horní Maršov (deutsch Marschendorf) ist eine Gemeinde in Tschechien. Sie liegt acht Kilometer südlich von Pec pod Sněžkou und 14 Kilometer nördlich von Trutnov und gehört zum Okres Trutnov.

## Geographie
Horní Maršov befindet sich im Riesengebirge im Flusstal der Úpa an der Mündung des Lysečinský potok. Nachbarorte sind Pec pod Sněžkou im Norden und Svoboda nad Úpou und Janské Lázně im Süden.

## Geschichte

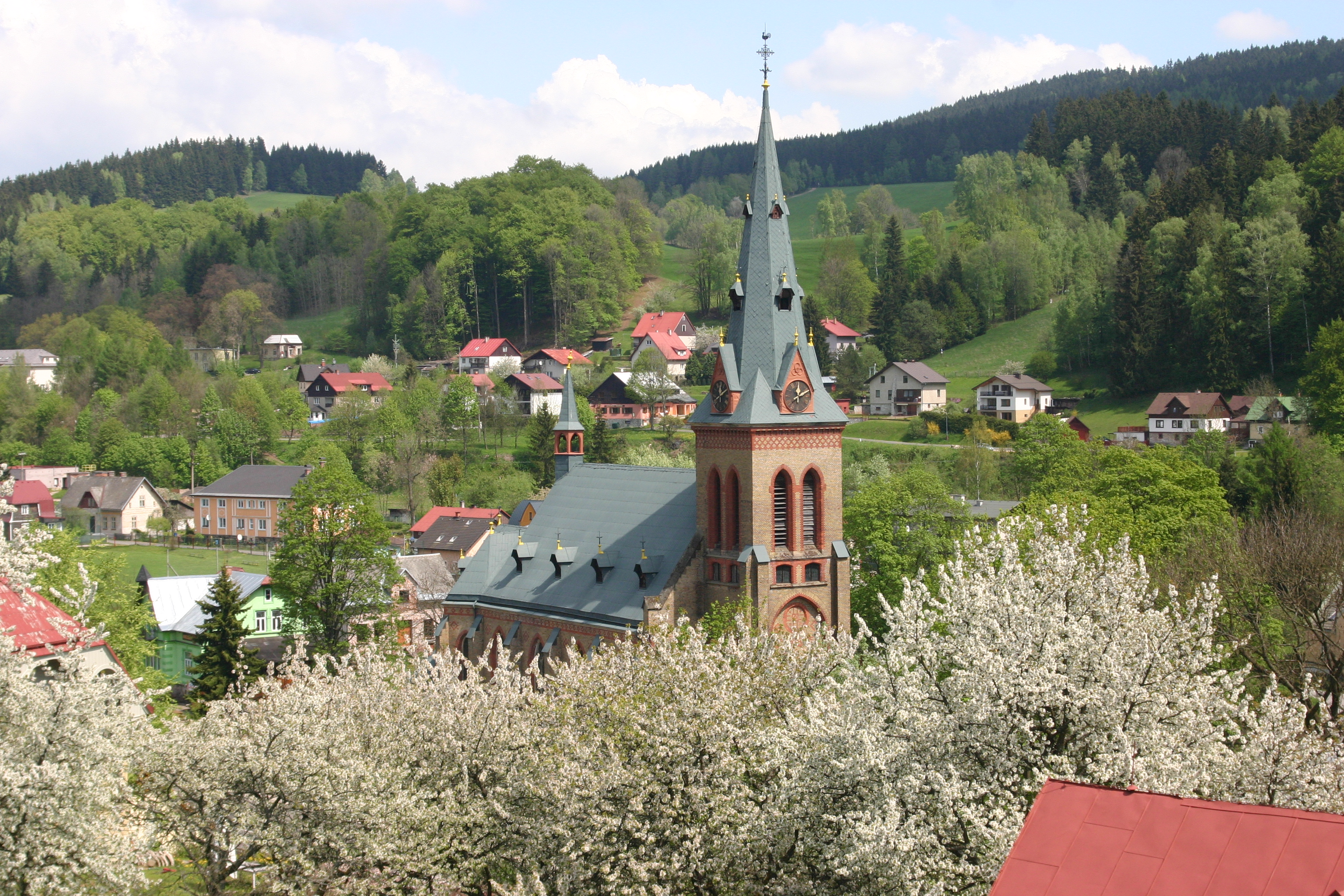
Mariä-Himmelfahrt-Kirche

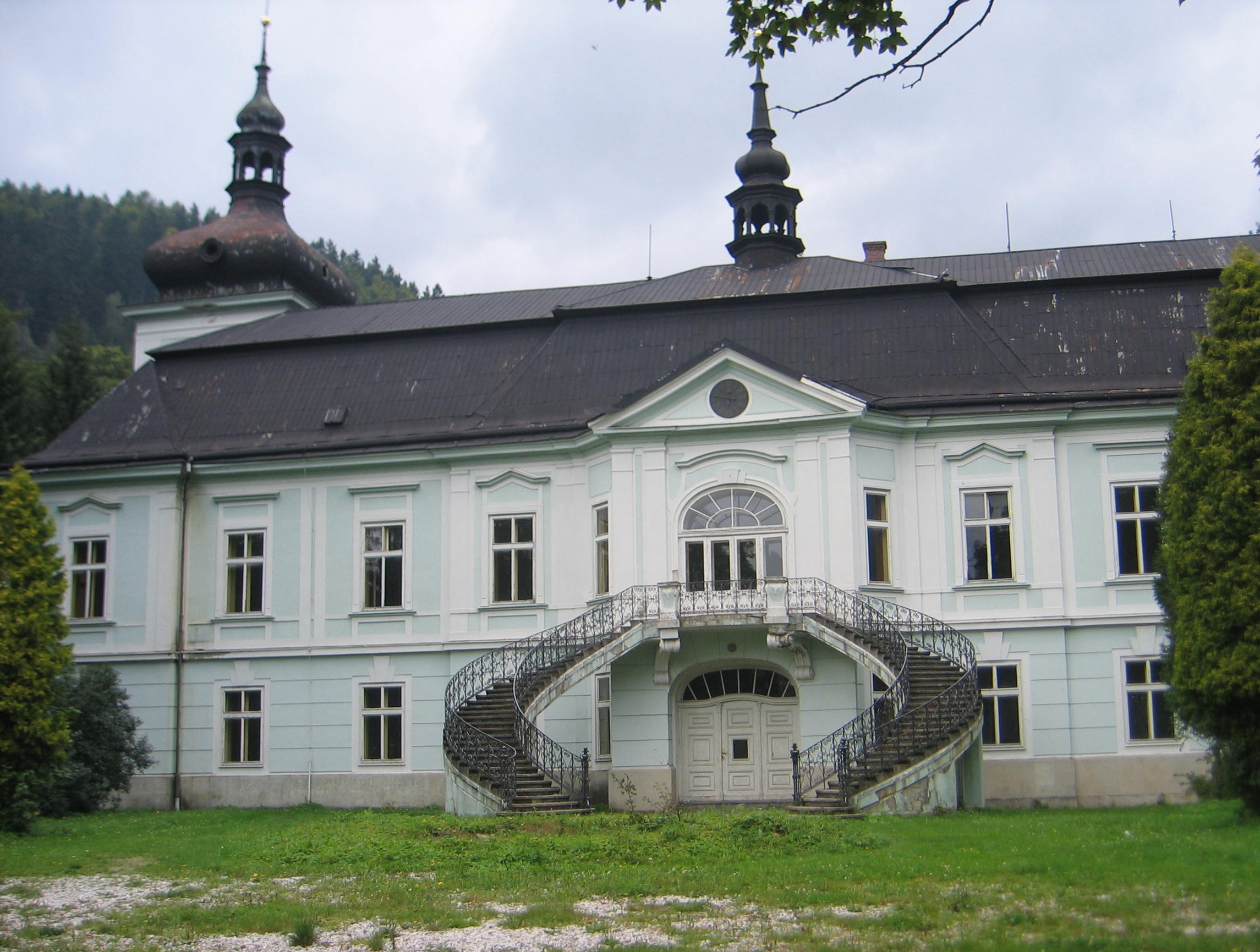
Schloss

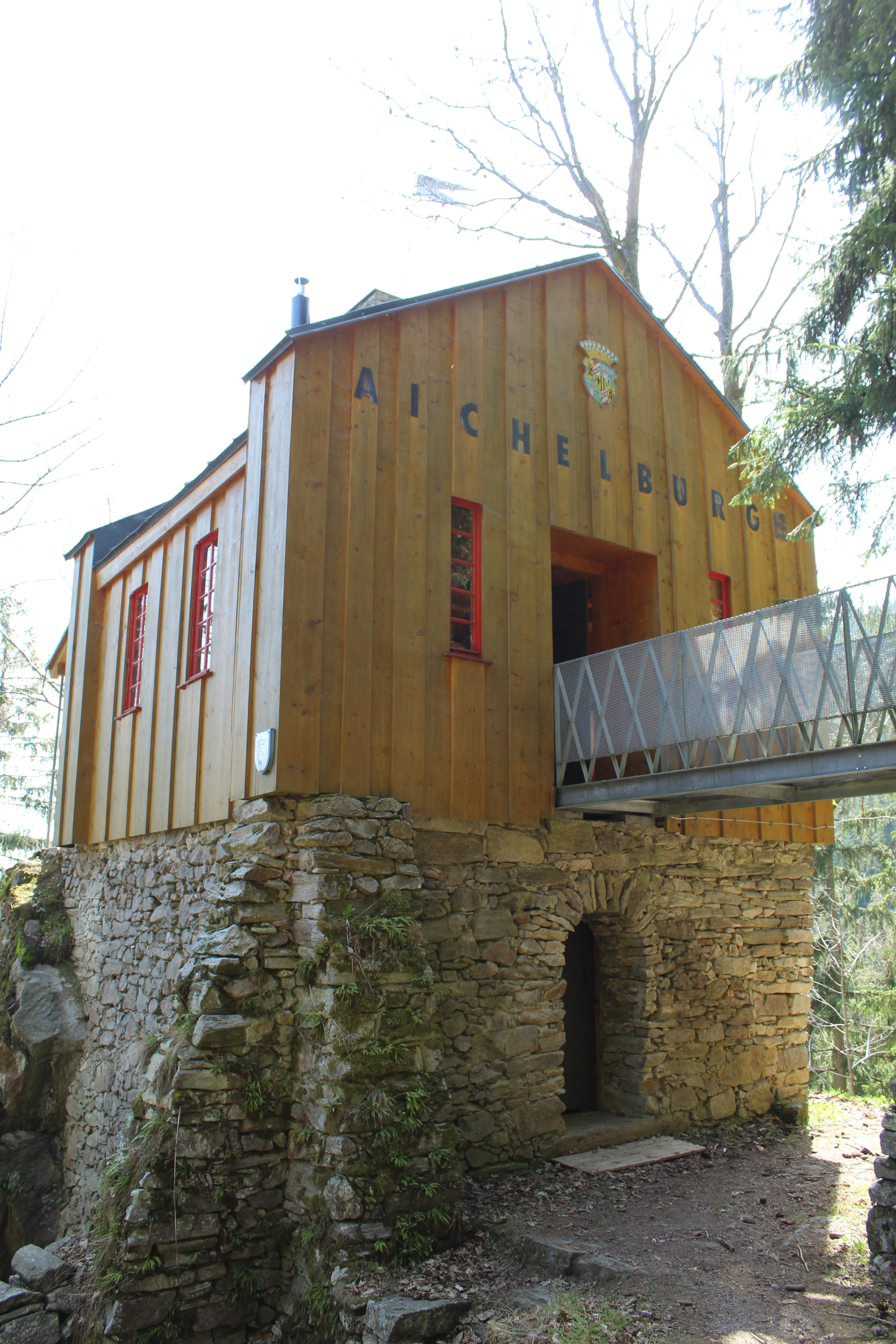
Aichelburg

Der Ort wurde erstmals im Jahr 1466 erwähnt und ist durch die Holzgewinnung für die Bergwerke in Kutná Hora gewachsen. In dieser Zeit entstand eine hölzerne protestantische Kirche. 1744 wurde Marschendorf Sitz einer eigenständigen Herrschaft, die dem böhmischen Zweig der Herren von Schaffgotsch gehörte.
Bei der Volkszählung 1930 hatte Marschendorf 2546 Einwohner (davon 96 Tschechen).
Nach dem Zweiten Weltkrieg wurde die Mehrheit der deutschsprachigen Bevölkerung 1945/1946 vertrieben. Ihr Vermögen wurde durch das Beneš-Dekret 108 konfisziert und die katholische Kirche nach dem Februarumsturz 1948 enteignet.

## Gemeindegliederung
Die Gemeinde besteht aus den Ortsteilen Dolní Albeřice (Nieder Albendorf), Dolní Lysečiny (Nieder Kolbendorf), Horní Albeřice (Ober Albendorf), Horní Lysečiny (Ober Kolbendorf), Horní Maršov (Marschendorf IV) und Temný Důl (Dunkelthal) sowie den Ortslagen Maršov III (Marschendorf III), Stará Hora (Altenberg) und Suchý Důl (Dörrengrund).

## Sehenswürdigkeiten
- Renaissancekirche nach Entwurf des italienischen Baumeisters Carolo Valmadi von 1608
- Schloss, errichtet 1792 von Johann Josef Franz Berthold von Schaffgotsch (1741–1806) und dessen Schwiegersohn Alfons von und zu Aichelburg (1795–1860), dem das Schloss ab 1829 gehörte. Dessen gleichnamiger Sohn veranlasste 1829 einen Umbau im Stil der Neorenaissance.
- Die Pfarrkirche Mariä Himmelfahrt wurde 1895–1899 im Stil der Neugotik nach Entwurf des Architekten Josef Schulz errichtet
- Romantische Ruine Aichelburg, errichtet 1863

## Persönlichkeiten
- Josef Tippelt (1908–1943), Lehrer
- Josef Graf Czernin-Kinsky ([3] 1920–2024), Ökonomierat, Dipl.-Ing.

## Sagen
In Marschendorf spielt die Rübezahl-Sage Der ungeschliffene Gastwirt. Nach der Sage bediente sich ein Marschendorfer Gastwirt jeweils am Essen seiner Gäste, so auch an einem von Rübezahl bestellten Omelett aus 20 Eiern. Nachdem der Wirt das Omelett weitgehend selbst verzehrt hatte, fing er plötzlich an zu gackern und würgte 20 Eier hervor. Der Wirt rührte nie wieder die Mahlzeiten seiner Gäste an.